# Bill Bowrey
William Bowrey, detto Bill (Sydney, 25 dicembre 1943), è un ex tennista australiano.

## Carriera
Raggiunse la prima finale in un torneo dello Slam al Torneo di Wimbledon 1966 nel doppio maschile insieme a Owen Davidson ma vennero sconfitti da Ken Fletcher e John Newcombe.

L'anno successivo sempre insieme a Davidson arriva in finale agli Australian Championships e agli U.S. National Championships ma vengono sconfitti entrambe le volte da Newcombe in coppia con Tony Roche.

Alla fine del 1967 John Newcombe, Roy Emerson e Tony Roche sono passati tra i professionisti lasciando i tornei amatoriali senza grandi talenti.

Data la bassa qualità dei giocatori agli Australian Championships 1968 Bowrey fu la testa di serie e vinse il torneo battendo in finale lo spagnolo Juan Gisbert.

Un mese dopo la sua vittoria in Australia si sposò con la tennista Lesley Turner.

In aprile iniziò l'era open permettendo agli amatori e ai professionisti di giocare gli stessi tornei e a Wimbledon venne sconfitto al secondo turno da Andrés Gimeno.

L'anno successivo si presentò agli Australian Open per difendere il titolo ma venne sconfitto ai quarti di finale da Ray Ruffels.

Bowrey partecipò anche a uno dei match più lunghi della storia, al Torneo di Wimbledon 1970 giocò per quasi quattro ore contro Patricio Cornejo per un totale di 84 games.

Si semi-ritirò nel 1972 all'età di soli 28 anni preferendo la carriera da allenatore.

## Finali del Grande Slam

### Vinte (1)
| Anno | Torneo          | Avversario in finale | Risultato          |
| 1968 | Australian Open | Juan Gisbert         | 7–5, 2–6, 9–7, 6–4 |